# 張振旺
張 振旺（ちょう しんおう、ザン・ゼンワン、Zhang Zhenwang　1988年3月1日 - ）は中華人民共和国出身の元プロ野球選手(捕手)。
確実性や精度などの課題はありながらも強肩とパンチ力を生かした打撃を武器とする。
2006年にはワールドベースボールクラシック中国代表に選出された。